# Esmery-Hallon
Esmery-Hallon är en kommun i departementet Somme i regionen Hauts-de-France i norra Frankrike. Kommunen ligger i kantonen Ham som tillhör arrondissementet Péronne. År 2022 hade Esmery-Hallon 713 invånare.

## Befolkningsutveckling
Antalet invånare i kommunen Esmery-Hallon
| Referens: INSEE |